# Pelargonium zonale
Pelargonium zonale còn có tên tiếng Việt phong lữ là một loài thực vật có hoa trong họ Mỏ hạc. Loài này được (L.) L'Hér. mô tả khoa học đầu tiên năm 1789.
Phong lữ là cây bụi nhiều năm, mọc đứng có thể cao tới 1 m, đôi lúc có thể mọc bò. Thân mọng nước hoạc nửa hóa gỗ ở gốc. Phiến lá hình tròn xẻ thùy nông dạng chân vịt, mép lá có răng cưa tròn. Mặt trên phiến lá có vết vòng màu nâu nhạt. Kích thước phiến lá từ 2–8 cm, cuống lá dài 5–6 cm. Hoa tự tán giả. Hoa khá cân đối, tràng hoa có màu từ trắng, phớt tím đến đỏ thắm. Mùa hoa có thể nở quanh năm ở Nam Phi, ở các khu vực khác thường là nở rộ vào mùa xuân.
Phong lữ thường được được trồng trong các chậu cảnh đặt ở ban công hoặc sân thượng, thích nghi được những nơi có gió lùa.
Có nhiều giống hoa mới được lai tạo ra từ nguồn hoang dã ban đầu của cây phong lữ.

## Hình ảnh

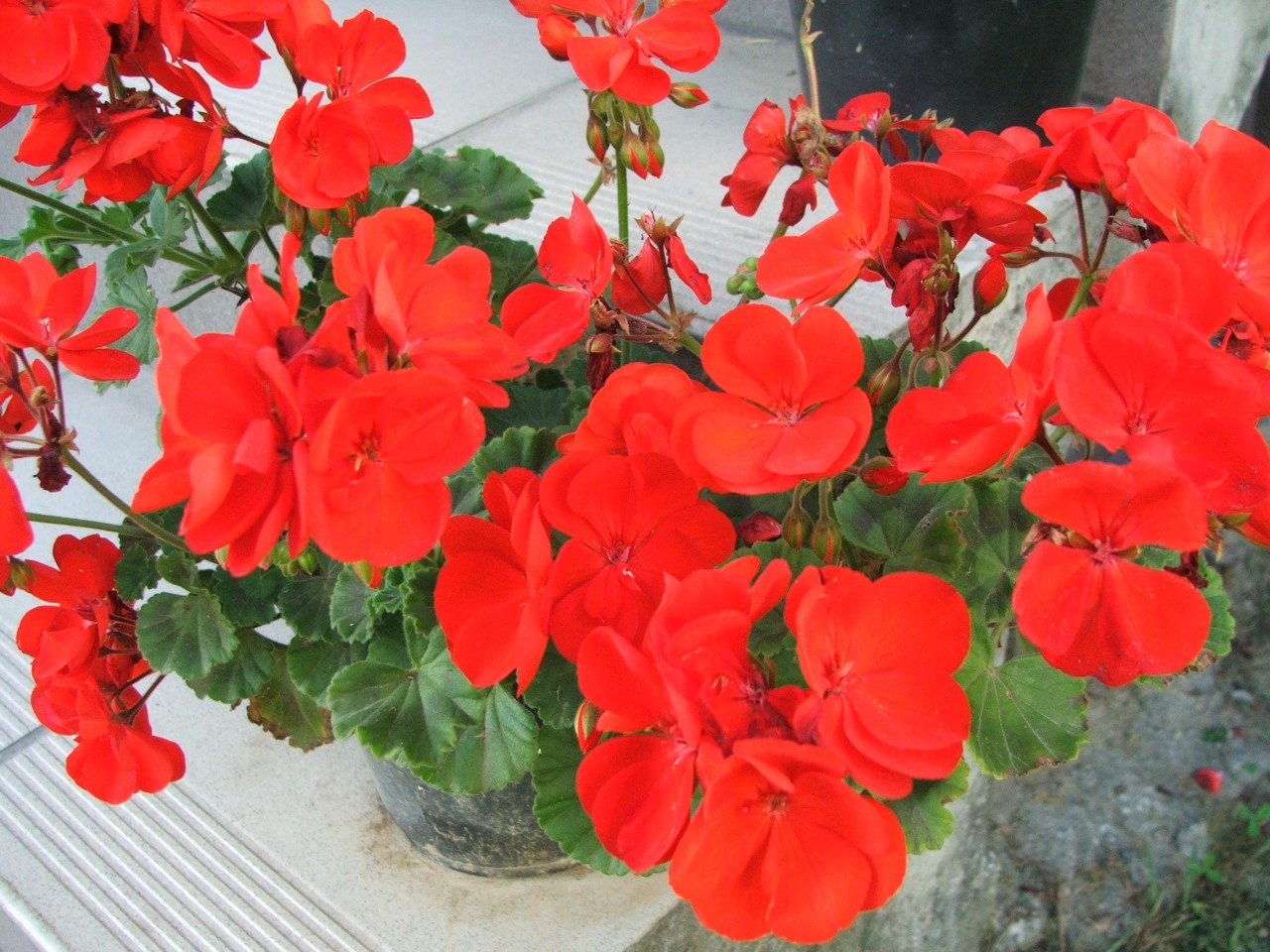
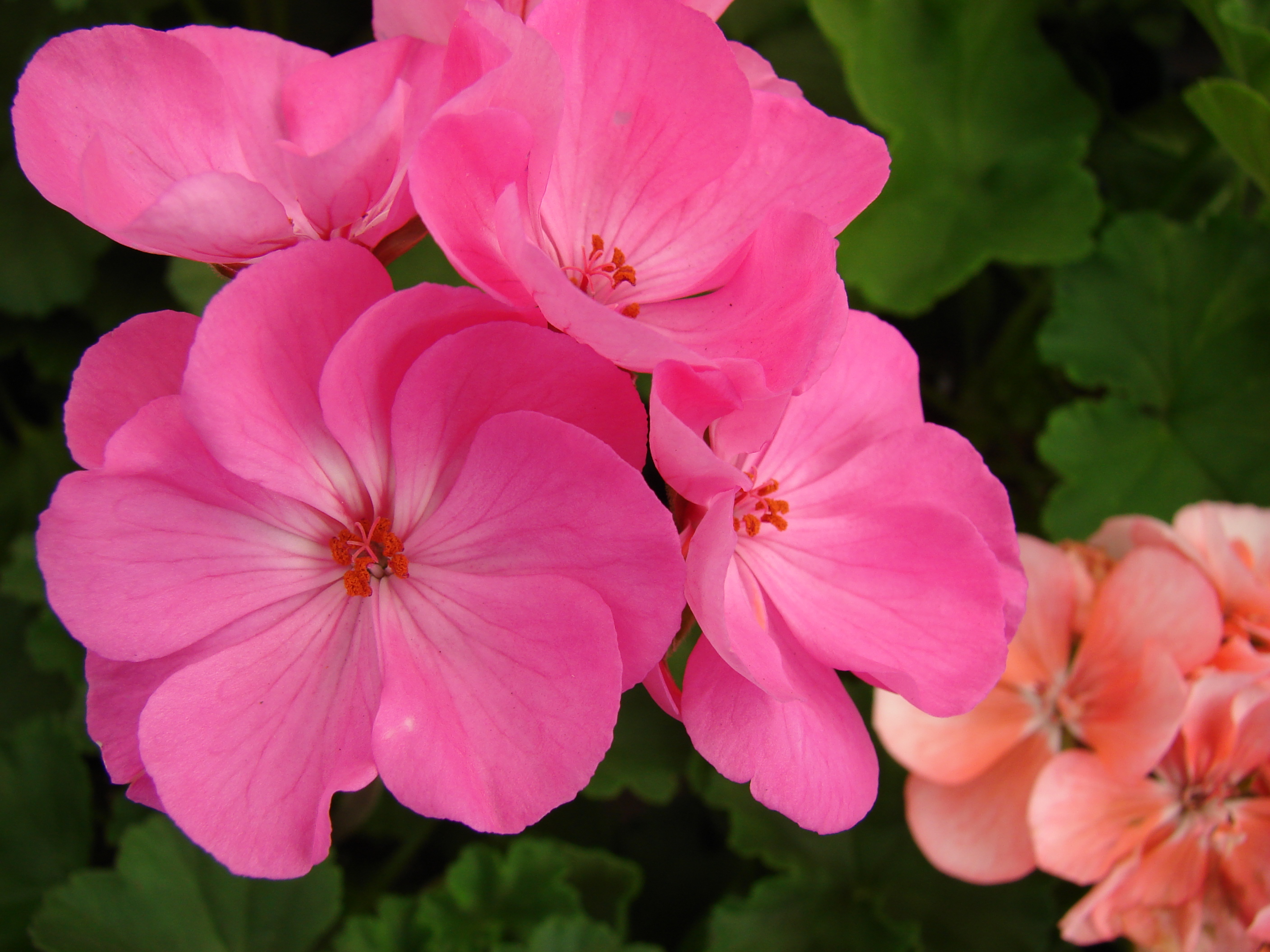
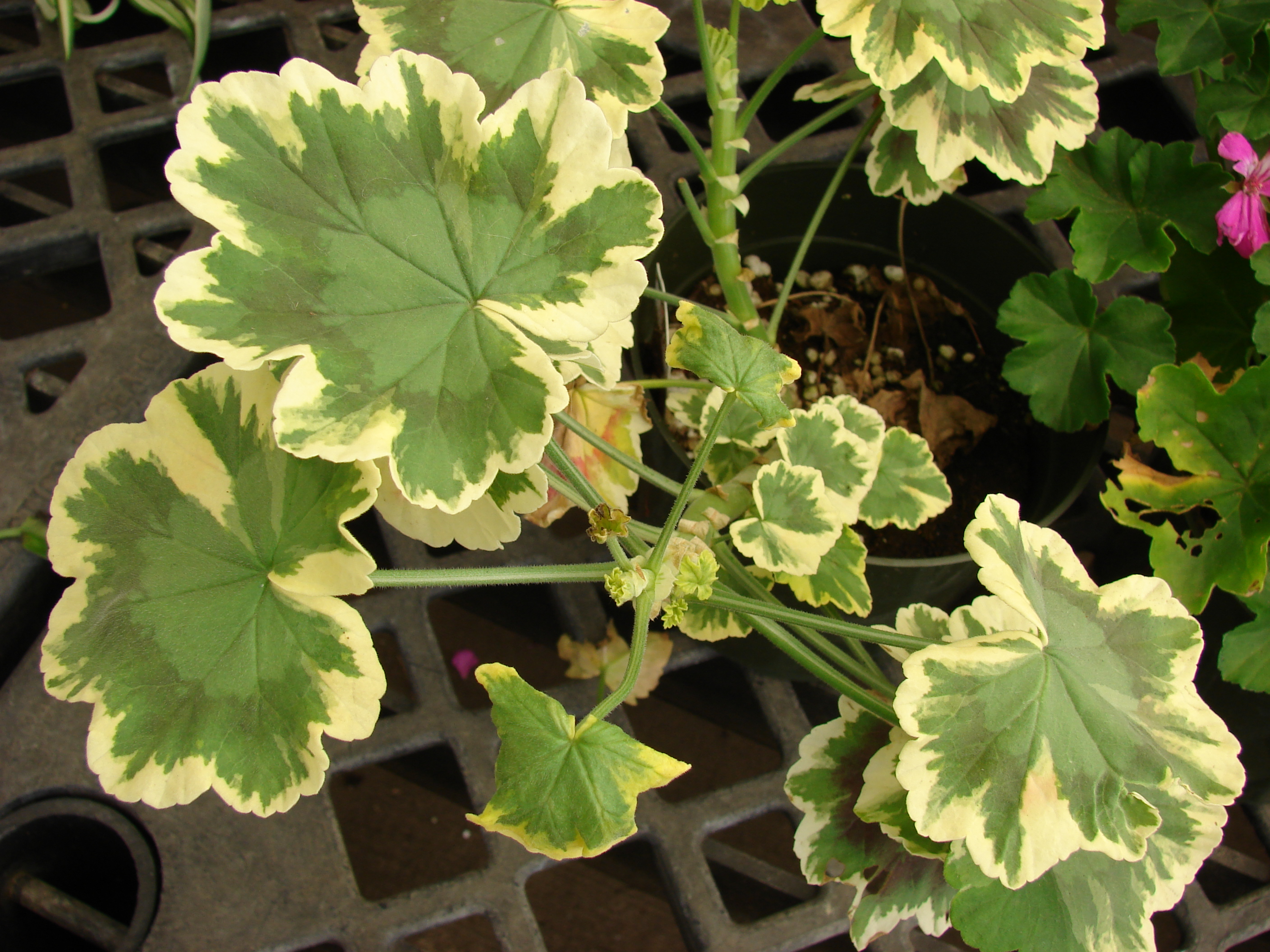